# Gárdi Jenő
Gárdi Jenő, születési és 1901-ig használt nevén Günsberger Jenő (Kecskemét, 1886. december 28. – ?, 1944 vége) orvos.

## Életútja
Günsberger Sándor sütőmester és Günsberger Ilona fiaként született. Középiskolai tanulmányait a kecskeméti Állami Katona József Gimnáziumban végezte, majd a Budapesti Tudományegyetem Orvostudományi Karának hallgatója volt, ahol 1912-ben kapta meg orvosi oklevelét. Ezt követően Újpestre költözött. Az első világháborúban katonaorvosként a fronton szolgált. 1918-tól Újpest körorvosa volt.
1920. június 28-án Újpesten feleségül vette Milch/Milz Margitot, akitől 1931. április 1-jén megözvegyült. 1933. február 19-én Budapesten, a Terézvárosban házasságot kötött Perlmann Veronával.
A szegény emberek orvosaként hivatkoztak rá. 1923-ban az újpesti Jókai utcában megalapította ingyenes tüdőbeteg-gondozóját, és ott fogadta munkásbetegeit. Hét évvel később létrehozta az első munkaterápiás gyógyintézetet, ahol olyan tüdőbetegségben szenvedőkkel foglalkozott, akik aktív kezelést már nem igényeltek, de még dolgozni sem tudtak. 1933-ban pedig tébécés gyerek részére gyógyiskolát és gyógyóvodát alapított. A József főherceg Szanatórium újpesti tüdőbetegrendelőjének igazgató főorvosa és a városi képviselőtestület tagja volt. 1944 végén a nyilasok elhurcolták és kivégezték. Az újpesti járásbíróság 1945. január 31-ei dátummal holttá nyilvánította.

## Főbb művei
- Calmette szerint vaccinált csecsemők tuberkulosisa (Gergely Jenővel és Surányi Lajossal, Budapest, 1930)
- A tüdőtuberkulosis ambulans műtéti kezeléséről (Budapest, 1930)
- A pneumothorax szövődményei a röntgenológus szempontjából (Budapest, 1934)
- Tömeges röntgenátvilágítások jelentősége a tbc elleni küzdelemben (Budapest, 1935)
- Új utak a tuberculosis leküzdésére (Vas. Imrével, Budapest, 1935)

## Emlékezete
Újpesten 1946 óta utca viseli a nevét (korábban Tisza Kálmán utca).